# John C. Hammond
John Chester Hammond (* 15. August 1842 in Amherst, Massachusetts; † 21. April 1926 in Northampton, Massachusetts) war ein US-amerikanischer Rechtsanwalt.

## Leben
John C. Hammond wurde am 15. August 1842 in Amherst im Hampshire County (Massachusetts) geboren. 1865 machte er am Amherst College seinen Abschluss und wurde anschließend in Northampton bei der Kanzlei von Charles Delano zum Rechtsanwalt ausgebildet. Später sollte er außerdem noch promovieren. 1868 erhielt er seine Zulassung und war seitdem als Anwalt in Northampton tätig, davon lange Jahre mit seinem Junior-Partner Henry P. Field in der Kanzlei „Hammond & Field“. Von 1895 bis 1898 bildete die Kanzlei den späteren US-Präsidenten Calvin Coolidge zum Anwalt aus. In seiner Autobiographie schrieb Coolidge über John C. Hammond:„Er war ein Anwalt von großartiger Bildung und weitreichender Berufserfahrung, mit einer bemerkenswerten Fähigkeit zur Vorbereitung von Schriftsätzen und einer Einsicht, die ihn schnell zum ausschlaggebendem Punkt eines Falls brachte.  Er war mehr massiv und stark als elegant und legte großen Wert auf Genauigkeit. Er präsentierte einen Rechtsstreit vor Gericht mit Können und Geschick“. Seit 1903 war auch Hammonds Sohn T. J. als „Associate“ bei der Kanzlei seines Vaters. Von 1897 bis 1903 war John C. Hammond als Mitglied der republikanischen Partei District Attorney für den Northwestern District von Massachusetts. Hammond war Vorsitzender der Anwaltskammer vom Hampshire County und auch im dreiköpfigen Prüfungsausschuss für die Anwaltszulassungen sowie im Jahr 1913 war Hammond auch Präsident der Anwaltskammer von Massachusetts. Außerdem war er Kurator der Hopkins Academy, einer öffentlichen Highschool in Hadley, der Williston Northampton School, einer privaten Highschool in Easthampton, der Northampton School for the Deaf, einer Schule für Schwerhörige und Gehörlose, und für 10 Jahre Kurator des Rutland Heights State Hospital, einer Tuberkuloseklinik im Worcester County. John C. Hammond verstarb am 21. April 1926 in Northampton im Alter von 84 Jahren und wurde dort auch bestattet.